# NGC 631
NGC 631 este o galaxie eliptică situată în constelația Peștii. A fost descoperită în 27 octombrie 1864 de către Albert Marth.